# Kurt Bingel
Kurt Bingel (* 4. Juni 1906 in Dreifelden, Westerwald; † 17. Januar 1966 in Heidelberg) war ein deutscher Virologe.

## Leben
Bingel begann das Studium der Medizin an der Friedrich-Wilhelms-Universität zu Berlin. 1926 wurde er im Corps Borussia Berlin recipiert. Als Inaktiver wechselte er an die neue Universität zu Köln. Dort wurde er 1933 zum Dr. med. promoviert. An der Ruprecht-Karls-Universität Heidelberg  habilitierte er sich 1943 für Hygiene und Mikrobiologie. Nach dem Krieg war er zunächst Leiter des Staatlichen Medizinaluntersuchungsamts in Heidelberg. Später wurde er a.o. Professor  für Virologie an der RKU. Bingel befasste sich vor allem mit Scharlach, Influenza und Interferon. Die Arbeiten über die Pathogenese des Scharlachs wurden später klinisch bestätigt.

## Publikationen
- Desinfektion von Grippe-Viren in Experiment und Praxis. Med. Welt (1965), S. 2788–2799.